# DR/Only One Song
「DR/Only One Song」（ドクター/オンリー ワン ソング）はTOKIOの24枚目のシングルである。2001年10月31日にユニバーサルミュージックより発売された。

## 解説
ジャケットが異なる初回盤仕様と通常盤仕様の2種類で発売された、前作「カンパイ!!」から約2か月ぶりのシングルである。表題曲の一つ「DR」は長瀬智也が主演を務めたTBS系ドラマ「ハンドク!!!」の主題歌、もう一つの表題曲「Only One Song」はフジテレビ系「メントレG」のエンディングテーマに起用されていた。

## 収録曲
1. DR
作詞/作曲:久保田光太郎　編曲:KAM
  - TBS系ドラマ「ハンドク!!!」主題歌
2. Only One Song
作詞/作曲:TWUNE　編曲:久保幹一郎
  - フジテレビ系「メントレG」エンディングテーマ
3. DR（Backing Track）
4. Only One Song（Backing Track）

## 収録アルバム
- 5 AHEAD（#1, 2）
- HEART（#1）